# Rude Awakening
《Rude Awakening》은 미국의 헤비 메탈 밴드 메가데스의 첫 번째 라이브 음반이다. 이 음반은 2002년 생츄어리 레코드를 통해 발매되었으며, 밴드가 2002년에 해체하기 전 마지막으로 발표한 작품이다. 《Rude Awakening》은 CD와 DVD 두 가지 형식으로 발매되었다.
이 음반은 원래 아르헨티나에서 열리는 콘서트에서 라이브로 녹음될 예정이었으나, 2001년 9월 11일에 발생한 테러 공격으로 인해 밴드는 미국에서 라이브 녹음을 진행하기로 결정하였다.
이 음반은 해당 라인업의 마지막 작품이 되었다. 알 피트렐리와 지미 디그라소는 이 공연을 끝으로 마지막 무대를 가졌다. 데이비드 엘렙슨은 밴드 수익 분배에 대한 불만으로 탈퇴하였으며, 2010년에 밴드로 복귀하였다. 이 DVD는 미국과 캐나다에서 골드 인증을 받았다.

## 녹음
이 음반의 트랙들은 2001년 11월, 이틀 연속으로 진행된 두 번의 라이브 공연에서 녹음되었다. 첫 번째 공연은 애리조나주 투손에 위치한 리알토 극장에서 열렸고, 다음 날에는 거의 동일한 세트리스트로 애리조나주 피닉스에 있는 웹 극장에서 공연이 진행되었다. 이는 깨끗한 오디오 및 비디오 자료를 확보하고 다양한 편집 옵션을 확보하기 위한 조치였다. 데이브 머스테인은 〈A Tout le Monde〉 공연을 9·11 테러 희생자들에게 헌정하며, 곡을 연주하기 전에 이를 언급하였다. 공연 중 녹음된 〈The Conjuring〉과 〈Time: The Beginning〉/〈Use the Man〉 두 곡은 기존에 발매되지 않았던 트랙으로, 이후 《Still, Alive... and Well?》 음반에 수록되어 발매되었다. 이 음반에는 〈In My Darkest Hour〉, 〈Sweating Bullets〉, 〈Symphony of Destruction〉, 〈Holy Wars... The Punishment Due〉도 함께 수록되었다. 또한 〈Silent Scorn〉은 〈Holy Wars〉 공연 중 밴드의 테이프 아웃트로로 사용되었다.

### DVD
DVD에 수록된 트랙들은 모두 2001년 11월 17일, 애리조나주 피닉스에 있는 웹 극장에서 열린 두 번째 공연에서 녹음된 것이다. DVD의 보너스 콘텐츠에는 애리조나주 투손에서 열린 공연의 녹음이 사용되었다.

## 커버 아트
이 음반은 메가데스의 음반 가운데 커버 정면에 밴드 로고나 음반 제목이 표기되지 않은 유일한 작품이다. 로고와 제목은 대신 음반의 측면 바에 배치되어 있다. 커버 아트는 그래픽 디자이너 스톰 소거슨 (핑크 플로이드와의 작업으로 유명)과 피터 커즌이 디자인하였다.

## 평가
| 전문가 평가                   | 전문가 평가 |
| 평가 점수                     | 평가 점수   |
| 출처                          | 점수        |
| ----------------------------- | ----------- |
| AllMusic                      | [ 2 ]       |
| The Rolling Stone Album Guide | [ 3 ]       |

올뮤직의 브라이언 오닐은 《Rude Awakening》에 5점 만점에 3점을 부여하며, 이 음반이 "한계로 가득 차 있다"고 생각하지만 "《Capitol Punishment: The Megadeth Years》 컴필레이션보다 지금까지의 밴드 경력을 훨씬 더 잘 요약하고 있다"고 평했다.
이 음반은 2002년 《메탈 엣지》 리더스 초이스 어워드에서 컴필레이션/라이브 음반 부문 올해의 음반상을 수상하였다. 당시 이 음반이 메가데스의 마지막 작품이라고 널리 여겨졌기 때문에 (2004년에 재결성되기 전까지), 잡지는 "메가데스의 고별 무대가 받을 자격이 있는 인정을 받았다"고 언급했다.

## 곡 목록
모든 곡들은 특별한 언급이 없는 한 데이브 머스테인에 의해 작사/작곡하였다.

### CD
| #   | 제목                            | 작사·작곡                       | 재생 시간 |
| --- | ------------------------------- | ------------------------------- | --------- |
| 1.  | 〈Dread and the Fugitive Mind〉 |                                 | 4:12      |
| 2.  | 〈Kill the King〉               |                                 | 3:51      |
| 3.  | 〈Wake Up Dead〉                |                                 | 3:26      |
| 4.  | 〈In My Darkest Hour〉          | 머스테인, 데이비드 엘렙슨       | 5:28      |
| 5.  | 〈Angry Again〉                 |                                 | 3:22      |
| 6.  | 〈She-Wolf〉                    |                                 | 8:17      |
| 7.  | 〈Reckoning Day〉               | 머스테인, 엘렙슨, 마티 프리드먼 | 4:24      |
| 8.  | 〈Devil's Island〉              |                                 | 5:06      |
| 9.  | 〈Train of Consequences〉       |                                 | 4:30      |
| 10. | 〈A Tout le Monde〉             |                                 | 4:49      |
| 11. | 〈Burning Bridges〉             |                                 | 4:56      |
| 12. | 〈Hangar 18〉                   |                                 | 4:45      |
| 13. | 〈Return to Hangar〉            |                                 | 3:54      |
| 14. | 〈Hook in Mouth〉               | 머스테인, 엘렙슨                | 4:40      |

| #   | 제목                                | 작사·작곡                           | 재생 시간 |
| --- | ----------------------------------- | ----------------------------------- | --------- |
| 1.  | 〈Almost Honest〉                   | 머스테인, 프리드먼                  | 3:57      |
| 2.  | 〈1,000 Times Goodbye〉             |                                     | 6:14      |
| 3.  | 〈Mechanix〉                        |                                     | 4:36      |
| 4.  | 〈Tornado of Souls〉                | 머스테인, 엘렙슨                    | 5:47      |
| 5.  | 〈Ashes in Your Mouth〉             | 머스테인, 프리드먼, 엘렙슨, 닉 멘자 | 6:04      |
| 6.  | 〈Sweating Bullets〉                |                                     | 4:38      |
| 7.  | 〈Trust〉                           | 머스테인, 프리드먼                  | 6:46      |
| 8.  | 〈Symphony of Destruction〉         |                                     | 4:50      |
| 9.  | 〈Peace Sells〉                     |                                     | 5:22      |
| 10. | 〈Holy Wars... The Punishment Due〉 |                                     | 8:51      |

### DVD
1. Dread and the Fugitive Mind
2. Wake Up Dead
3. In My Darkest Hour
4. She-Wolf
5. Reckoning Day
6. Devil's Island
7. Burning Bridges
8. Hangar 18
9. Return to Hangar
10. Hook in Mouth
11. 1,000 Times Goodbye
12. Mechanix
13. Tornado of Souls
14. Ashes in Your Mouth
15. Sweating Bullets
16. Trust
17. Symphony of Destruction
18. Peace Sells
19. Holy Wars... The Punishment Due

## 인증
| 국가                       | 인증 | 판매량/출하량 |
| -------------------------- | ---- | ------------- |
| 캐나다 (뮤직 캐나다)       | 골드 | 5,000^        |
| 미국 (RIAA)                | 골드 | 50,000^       |
| ^출하량을 기반으로 한 인증 |      |               |